# 蘇克雷市 (亞拉奎州)

蘇克雷市（西班牙語：Municipio Sucre），是委內瑞拉的一個市，位於該國西部亞拉奎州，首府設於瓜馬，面積133平方公里，總統何塞·安東尼奧·派斯·埃雷拉兒時在該鎮生活，2011年人口18,988，人口密度每平方公里143人。